# Alonso de Contreras
Alonso de Guillén y Contreras, más conocido como Alonso de Contreras (Madrid, 6 de enero de 1582-1645), fue un militar, corsario y espía español, además de escritor y gobernador. Fue autor de unas memorias (Discurso de mi vida) que escribió quizá a instancias de su amigo Félix Lope de Vega, tratándose de una de las pocas autobiografías de soldados españoles que militaron en el ejército de los Austrias, además de su ejemplo más destacado junto a la Historia verdadera de la conquista de la Nueva España de Bernal Díaz del Castillo.
Alistado para huir de la justicia en varias ocasiones, Contreras disfrutó pronto de una carrera militar tan variada como exitosa. Se convirtió en uno de los primeros corsarios europeos en aprovechar la victoria en la batalla de Lepanto para golpear con impunidad en las aguas del imperio otomano, y posteriormente amplió sus operaciones al Atlántico, donde derrotó a una flota del corsario inglés Walter Raleigh. A mediados de su vida ingresó en la Orden de Malta.

## Biografía

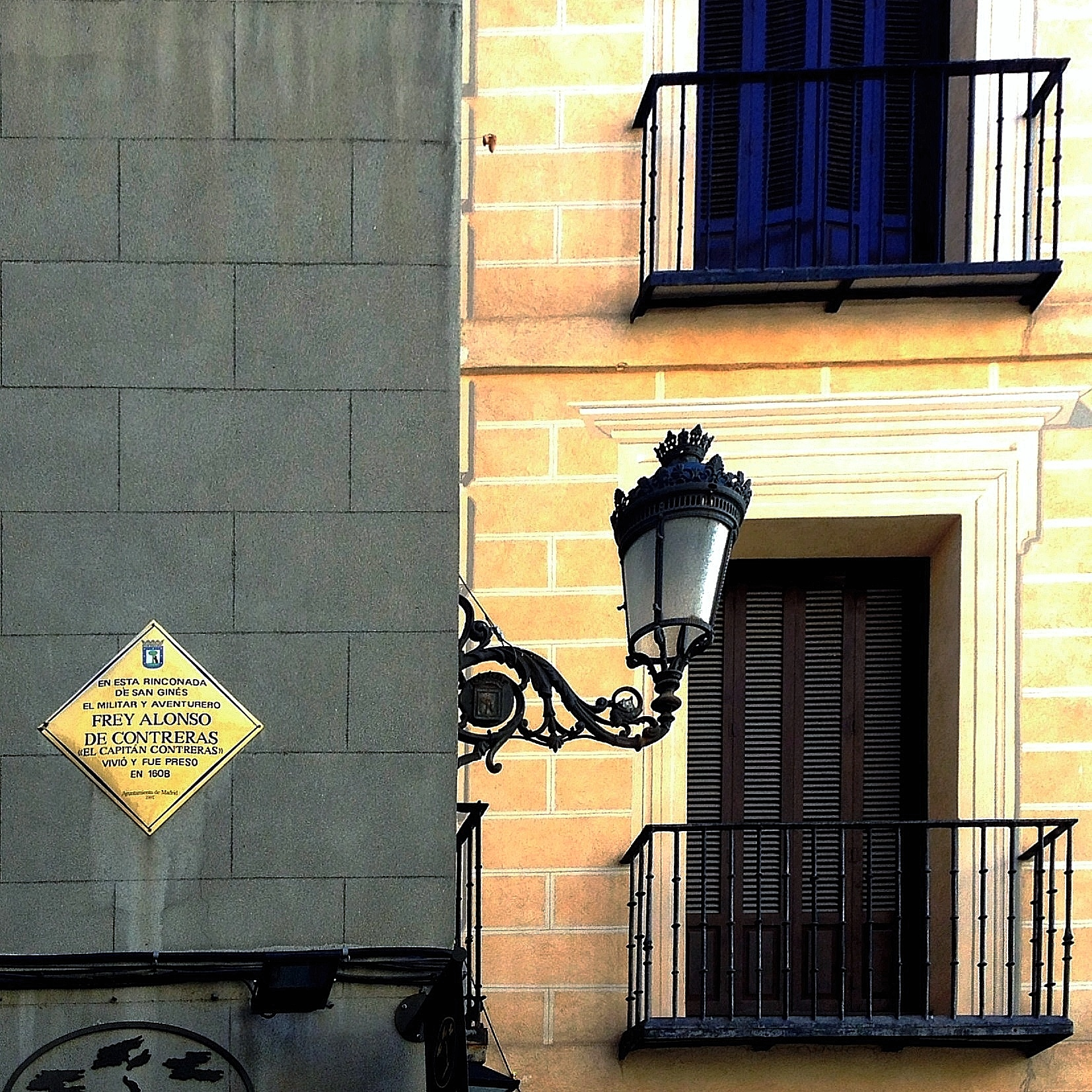
Placa en la plazuela de San Ginés de Madrid que recuerda que allí vivió Alonso de Contreras.

Alonso de Guillén y Contreras fue el mayor de ocho hijos de Gabriel Guillén y de Juana de Roa y Contreras, casados en el año 1567 en la iglesia parroquial de San Miguel, en Madrid. Tomó el apellido de su abuela materna, al alistarse en el ejército. A muy temprana edad (12 o 13 años), tras acuchillar a un compañero de estudios, que falleció, cumplió un año de destierro en Ávila en casa de un tío suyo, cura de Santiago. Una vez acabada la pena, volvió y su madre le encontró un trabajo como aprendiz de un platero, pero su carácter rebelde lo llevó a los 14 años a alistarse en el ejército de Flandes del Príncipe Cardenal, el archiduque Alberto de Austria, hacia donde partió el 7 de septiembre de 1597. Lo hizo bajo el apellido de su abuela materna en vez del paterno para no ser identificado.
Desertó de su unidad, según él sin saberlo, después de que su jefe de escuadrón les hiciese abandonar el ejército con él fingiendo que cumplía órdenes. Se dirigió a Nápoles y después Palermo, y se embarcó en las galeras de Pedro Álvarez de Toledo y Colonna, que luchaban contra los turcos y los piratas berberiscos. Desde la base de Malta, los caballeros de la Religión se dedicaban a asaltar los barcos de los turcos y sus aliados del norte de África y el mar Egeo. Unas veces actuaban con independencia y otras se agrupaban para misiones de mayor calado, así como en la toma de Hammamet (la Mahometa), en Túnez. Allí aprendió Contreras el arte de la navegación.
En 1601 recibió el mando de una fragata y se le encomendó vigilar las islas griegas y espiar las actividades de los turcos, cuya lengua llegó a dominar. Alternó estas actividades con el ejercicio del corso. Cabe destacar cómo consiguió infiltrarse en Tesalónica para secuestrar a un perceptor judío, encargado de recoger tributos para el Gran Turco, y cómo logró también capturar a la mismísima amante húngara del Solimán de Catania — por ello pusieron precio a su cabeza y regresó a España.
En 1603 ascendió al grado de alférez de infantería. De carácter mujeriego, tuvo una querida, pero la acabó dejando. Al final se casó en 1606 en Sicilia con la viuda, española, de un oidor, pero la mató en 1608, junto con un amigo suyo con el que le era infiel. Después de este suceso, vuelve a Madrid para pretender la Sargentería mayor de Cerdeña.
Después de intentar sin éxito hacer carrera en la Corte, se retira a una ermita cerca de Ágreda, en el Moncayo, como ermitaño, pero lo fueron a sacar de allí en 1609 acusado de ser el cabecilla o rey de una rebelión morisca y fue juzgado por ello por el alcalde de Casa y Corte Gregorio López Madera. Se alegaba que las armas que se encontró en una casa de moros en Hornachos eran suyas, y no se tuvo en cuenta que estaba en cumplimiento de su deber. El hecho de que se retirara al Moncayo jugó en su contra, ya que se pensaba que pretendía hacerse fuerte en un punto estratégico entre Castilla y Aragón.
Aunque salió absuelto, después de ayudar a la represión de una rebelión de moriscos expulsados cerca de Alcoy, partió para Flandes, a la guarnición de Cambrai, en donde sirvió como oficial. Más tarde consiguió licencia para volver al Mediterráneo, con una recomendación para el Maestre de la Orden de Malta e ingresó en la Orden en 1611. Por causa de su poco dinero, hubo de hacer su camino cruzando la hostil Francia y disfrazado de peregrino. Fue identificado por soldados enemigos, que descubrieron la espada que llevaba oculta en un falso bordón, y se le encarceló en la Borgoña, aunque sus cartas de recomendación le pusieron en libertad.
De carácter pendenciero, se vio envuelto en varios lances que lo llevaron en más de una ocasión a ser detenido. Alcanzó el grado de capitán de infantería, participó en una expedición a las Indias Occidentales en donde volvió a ejercer de corsario en aguas de Puerto Rico contra sir Walter Raleigh, al que menciona como «Guatarral», en 1618. El famoso pirata estaba recién liberado de la Torre de Londres, donde había pasado años por cargos de traición, y se dirigía ahora en una expedición ilegal al territorio español del río Orinoco, al que no logró llegar. Contreras disfrazó su flotilla como si fueran barcos mercantes y cañoneó al inglés cuando éste se acercó, poniéndole en fuga y matando en la batalla al hijo homónimo del pirata.

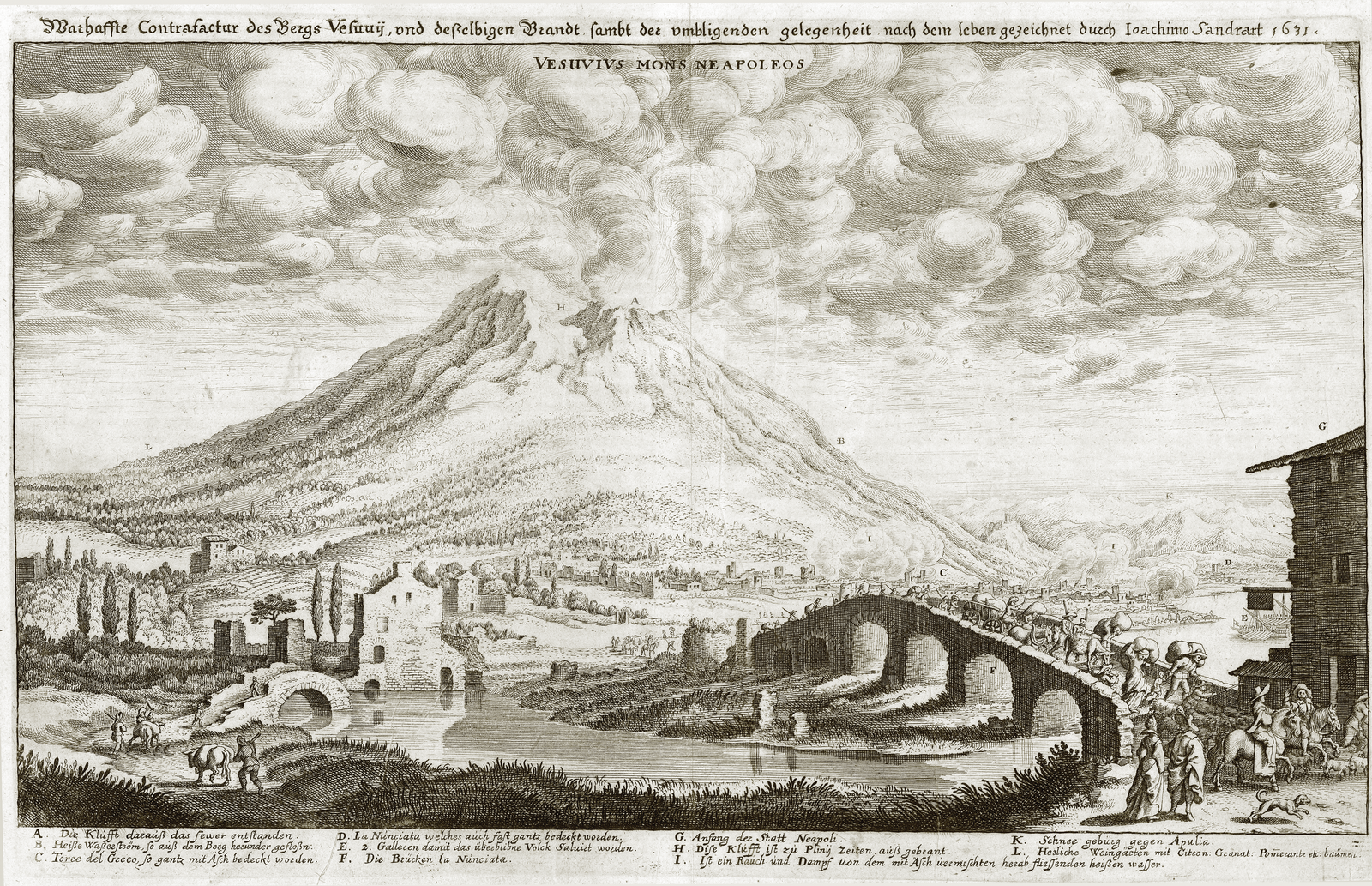
La erupción del Vesubio de 1631.

En 1621 llegó noticia de que la fortificación de La Mámora estaba sitiada por moros por el lado de tierra y por buques turcos y holandeses fondeados frente a la costa para impedir el avituallamiento por mar. Contreras pidió y le concedieron mandar una fuerza que llevara municiones y vituallas a los sitiados. Saliendo de Cádiz consiguieron pasar el bloqueo naval en la oscuridad y socorrer a los sitiados en La Mamora con lo cual se salvó la situación. Este lance lo relata en el capítulo 14 de su autobiografía, donde alude a los famosos corsarios de Salé, que no eran otra gente que hornacheros desterrados por Gregorio López Madera.
Durante un tiempo, de regreso a Italia, actuó como gobernador de la ciudad de El Águila (L'Aquila), al noreste de Roma, con la encomienda de poner orden en ella, ya que se trataba de una población aislada y rebelde. Contreras cumplió con dureza y astucia su cometido. También asistió en 1631 a una erupción del Vesubio y salvó a un convento de monjas del desastre. A fines de 1631 se retiró del servicio, recibiendo una encomienda en León como Caballero de la Orden de San Juan de Jerusalén o de Malta. Tal vez a instancias de Lope de Vega (caballero de la misma orden de caballería, le dedicó una comedia, El rey sin reino, y lo tuvo como huésped en su casa), redactó sus memorias, que no fueron publicadas hasta 1900.
La relación de servicios de 1645 nos da sus últimas noticias: entre 1635 y 1642, fue capitán de los presidios de Sinaloa (frontera norte de Nueva España en esa época) y gobernador del castillo de San Juan de Ulúa (Veracruz), antes de regresar a España con el título de sargento mayor de Nueva España y quizás acabar de escribir su Discurso de mi vida, desgraciadamente inacabado.

## Obra

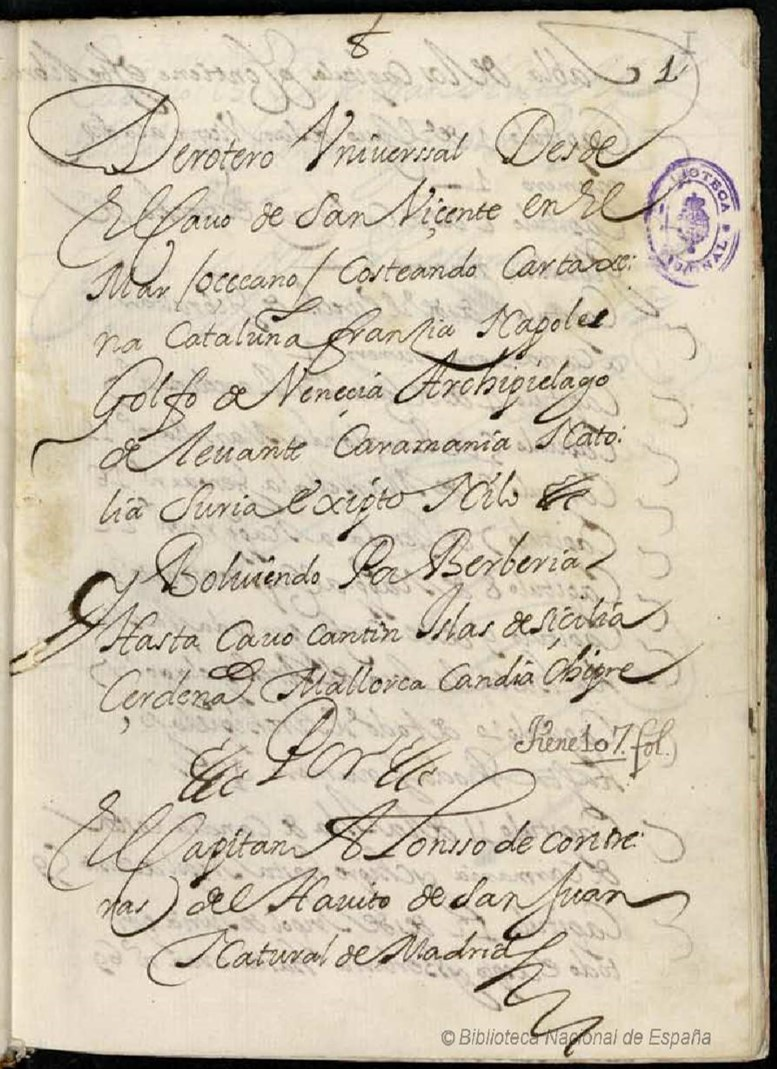
Primera página del Derrotero universal... de Alonso de Contreras.

Como era preceptivo y habitual en las ocasiones en que se buscaba promoción, escribió varios memoriales relatando sus servicios. Algunos están hoy archivados en el Archivo General de Simancas.
Escribió un derrotero del Mediterráneo que él creyó perdido, pero que ha sido recuperado y está publicado. Lleva por título: Derrotero universal desde el Cabo de San Vicente, en el Mar Océano, costeando Cartagena, Cataluña, Francia, Nápoles, Golfo de Venecia, Archipiélago de Levante, Caramania, Natolia, Suria, Egipto, Nilo, volviendo por Berbería hasta Cabo Cantín, Islas de Sicilia, Cerdeña, Mallorca, Candía, Chipre. El manuscrito original se encuentra hoy en la Biblioteca Nacional de Madrid. Asimismo, hay una décima suya en los preliminares de El sol solo y para todos sol, un tratado de fisiognomía de Esteban Pujasol publicado en 1637.
Su autobiografía lleva por título literal Vida, nacimiento, padres y crianza del capitán Alonso de Contreras, natural de Madrid Cauallero del Orden de San Juan, Comendador de vna de sus encomiendas en Castilla, escrita por él mismo, y por subtítulo, Discurso de mi vida desde que salí a servir al rey, de edad de catorce años, que fue el año de 1597, hasta el fin del año de 1630, por primero de octubre, que comencé esta relación. El manuscrito original se encuentra hoy en la Biblioteca Nacional de Madrid.
El manuscrito fue descubierto en 1900 por Manuel Serrano y Sanz, quien hizo una primera edición que contenía supresiones y errores. Después se han hecho varias ediciones con prólogos y comentarios de diversos autores. Se publicaron traducciones al francés en 1911, al alemán en 1924 y al inglés en 1926. La Revista de Occidente publicó en 1943 una edición que no se ajusta totalmente al original, con un ensayo preliminar de José Ortega y Gasset. Entre las ediciones más recientes destaca la del hispanista Henry Ettinghausen.
El estilo de su escrito, como afirma el propio autor, «va seco y sin llover» y, sin embargo, es este el principal aliciente de su narración, que es muy ágil, movida e interesante por cualquier concepto, desde el sociológico al histórico y psicológico. Así relata uno de sus viajes en la flota de la Orden de Malta:

Vi dos milagros aquel día, que son para contarlos, y fueron: que un artillero holandés se puso a cargar una pieza a descubierto, y le tiraron con otra, de manera que le dio en medio de la cabeza, que se hizo añicos, rociando con los sesos a los cercanos, y con un hueso de la cabeza le dio a un marinero en las narices, que de nacimiento las tenía tuertas, y después de curado quedaron las narices como las mías, con una señal de la herida. Otro soldado estaba lleno de dolores; no dejaba dormir en los ranchos a nadie, echando porvidas y reniegos; y aquel día le dieron un cañonazo o bala de artillería, raspándole las dos nalgas, después de lo cual jamás se quejó en todo el viaje, y decía que no había visto mejores sudores que el aire de una bala.
Alonso de Contreras

## En el cine y la literatura
Una versión cinematográfica fue dirigida por Rafael Gil en 1955, con el título La otra vida del capitán Contreras, con un reparto en el que figuraba, entre otros, Fernando Fernán Gómez. Esta adaptación se fundaba en la novela homónima anterior de Torcuato Luca de Tena, del mismo título, publicada en 1953. El argumento de la novela y de la película difieren notablemente de la autobiografía: el capitán Alonso Contreras es perseguido a muerte por orden del gobernador de Toledo y busca la ayuda de un alquimista, quien le hace beber una pócima que lo deja adormecido. Cuando despierta, se encuentra en el siglo XX, perseguido en esta ocasión por un periodista.
Alonso de Contreras fue la principal fuente de inspiración para Arturo Pérez-Reverte, junto con Jerónimo de Pasamonte, Miguel de Castro y Diego Duque de Estrada, para la creación del capitán Alatriste, personaje de ficción que protagoniza su serie de novelas Las aventuras del capitán Alatriste: «Cervantes, como decía, no dejó más que esos pocos fragmentos dispersos de su vida militar, pero otros de sus camaradas dejaron memorias muy completas e interesantes. Cuatro de ellos son decisivos en la conformación del personaje Diego Alatriste: Jerónimo de Pasamonte, Miguel de Castro, Diego Duque de Estrada y el capitán Alonso de Contreras. Especialmente este último, con quien mi deuda es tanta que no dudé a la hora de hacerlo compañero de armas, viejo camarada y amigo personal del capitán Alatriste (...)».